# محمد سليمان الطيب
محمد سليمان الطيب ( 10 أبريل 1957 - 27 ديسمبر 2019) مؤرخ مصري مهتم بأنساب وتاريخ القبائل العربية في مصر والوطن العربي، وهو باحث مجتهد وصاحب موسوعة القبائل العربية وغيرها من الأبحاث الهامة في علم الانساب. حاصل على ليسانس حقوق من جامعة القاهرة، وهو أيضا محامي سابق اعتزل المحاماة عام 1990.

## مؤلفاته
- موسوعة القبائل العربية – بحوث ميدانية [1]
- سكان منطقة تبوك ولمحة تاريخية عن محافظتها وآثارها
- من قرى جنوب المدينة المنورة نقيعاء الأشراف ذوو حسن
- موسوعة رجالات وأعلام المملكة العربية السعودية
- الإنصاف في تاريخ الأشراف في المغرب الأقصى "الأدارسة"
- بطولات الأميرة ذات الهمة
- حاتم الوادي سعيد بن ججليش الشراري
- إمام الحنابلة وتاج الأولياء: الشيخ عبد القادر الجيلاني
- الرجل المثالي : سويلم بن حراثان المتيقي الشراري كما عرفته وعرفه الغير